# Марк Фабий Вибулан (консул 483 пр.н.е.)
Вижте пояснителната страница за други личности с името Марк Фабий Вибулан.
Марк Фабий Вибулан (на латински: Marcus Fabius Vibulanus; † 477 пр.н.е.) e политик на ранната Римска република, консул през 483 и 480 пр.н.е.

## Биография
Принадлежи към патрицианската фамилия Фабии. Син е на аристократа Фабий Вибулан, брат на Квинт Фабий Вибулан (консул 485 пр.н.е.) и Кезо Фабий Вибулан (консул 484, 481 и 479 пр.н.е.). Тримата братя заемат, редувайки се от 485 до 479 пр.н.е., най-висшия пост в Римската република. Родът на Фабиите тогава е един от водещите родове на Рим и постига чрез тримата братя най-големия си успех. През 477 пр.н.е. почти всички членове на род Фабии, 300 души, падат убити в битката при Кремера против вейините.
През първия си консулат през 483 пр.н.е. Марк Фабий е колега с Луций Валерий Поцит Публикола и се бие с него против град Вейи и волските. През 480 пр.н.е. е отново избран за кунсул и се бие с колегата си Гней Манлий Цинцинат против вейините. Той се отказва от полагащия му се триумф от траур по убития му брат Квинт Фабий.
През 477 пр.н.е. той е убит, както повечето членове на фамилията Фабии, в битката при Кремера против вейините.